# Jan Tkocz (geograf)
Jan Karol Tkocz (ur. 8 lipca 1939 w Czerwionce) – polski geograf, specjalizujący się w geografii społeczno-ekonomicznej. 
W 1959 roku ukończył liceum ogólnokształcące dla pracujących w Nowych Tychach i podjął studia geograficzne na Uniwersytecie Wrocławskim. Po ich ukończeniu, w 1964 roku, został zatrudniony w Instytucie Śląskim w Opolu. W 1970 roku uzyskał, na Uniwersytecie Wrocławskim stopień doktora, tematem jego rozprawy było Kształtowanie się przestrzennego układu szachownicy gruntów województwa opolskiego w ostatnim stuleciu, a promotorem Wojciech Walczak. W 1982 roku uzyskał, na podstawie rozprawy Osiedle rolnicze na Śląsku Opolskim w procesie uspołeczniania ziemi, stopień doktora habilitowanego. Tytuł profesora nauk o ziemi otrzymał w 2001 roku. 
W Instytucie Śląskim pracował do 1987 roku, w latach 1987-1994 zatrudniony był Zakładzie Geografii Społecznej Uniwersytetu Mikołaja Kopernika w Toruniu. Od 1994 do 2006 roku pełnił funkcję kierownika Katedry Geografii Ekonomicznej Uniwersytetu Śląskiego. Obecnie jest profesorem emerytowanym. 

## Wybrane publikacje
- Funkcje i typy rolnicze miast: hipoteza (1966)
- Niektóre teoretyczne problemy rolniczego osadnictwa (1971)
- Rozłogi województwa opolskiego : studium genezy i oceny  (1971)
- Osiedle rolnicze na Śląsku Opolskim w procesie uspołeczniania ziemi(1980), Opole, Instytut Śląski
- Statystyczna charakterystyka wsi i miast województwa toruńskiego w 1988 roku (1995), Katowice,Wydaw. UŚ., ISBN 83-226-0638-9
- Obszary wiejskie i grunty rolnicze w Polsce. Wyniki badań ankietowych-1988, T. 1-4, (1990) razem z: M. Stelmach, R. Malina i B. Żukowski.
- Organizacja przestrzenna wsi w Polsce (1998), Katowice, Wydaw. UŚ., ISBN 83-226-0831-4
- Empiryczna charakterystyka ludności wsi zurbanizowanej województwa śląskiego w 2000 roku (2005), Katowice, Wydaw. UŚ. ISBN 83-226-1484-5
- Podstawy geografii społeczno-ekonomicznej: wykład teoretyczny (2005), Katowice, Wydaw. UŚ., ISBN 83-226-1455-1